# Gusano mecánico
Gusano mecánico es un disco de rock de 1974, de la banda de rock boliviana Clímax.
El gusano mecánico es un álbum de rock progresivo y tiene además elementos de fusión, y es considerado el primer álbum conceptual de rock boliviano.
Su portada, en formato de álbum de tapa doble, presentaba una variación del grabado surrealista de M. C. Escher House of Stairs, mostrando un laberinto de escaleras al cual se le incorporaron gusanos aludiendo la mecanización de la humanidad.
Es el tercer disco de Climax, y su primer larga duración, fue también el último que grabó la banda ya que al poco tiempo se separó, hasta el año 2003, cuando luego de una serie de conciertos se lanzará un álbum recopilatorio de los éxitos de la banda.

## Lista de canciones
Lado "A"
01. Pachacutec (Rey de Oro)
02. Transfusión de luz
03. Cuerpo eléctrico - Embrión de reencarnación
Lado "B" 
01. Gusano mecánico
a) Invasión
b) Dominio
c) Abandono
02. Prana - Energía vital (solo batería)
03. Cristales soñadores

## Personal
José A. Eguino: guitarra, teclados, voz
Álvaro Córdova: batería, percusiones
Javier Saldias: bajo, voz, letras
Wálter Santa Cruz: técnico de grabación